# Gervásio Lima
Gervásio da Silva Lima (Praia da Vitória, 26 de março de 1876 — Angra do Heroísmo, 24 de fevereiro de 1945), mais conhecido por Gervásio Lima, foi um prolífico escritor açoriano com uma obra em prosa e em verso que inclui contos, teatro e ensaios nas áreas da etnografia e da história. No campo da história não foi um investigador preocupado com o rigor científico dos temas tratados, antes escrevendo obras de pendor romântico, reveladoras do seu patriotismo e amor à terra em que nasceu, nas quais deu alma e corpo a heróis terceirenses, transformando-os em verdadeiros mitos populares. A ele se deve a mitificação em torno das heroínas Brianda Pereira e Violante do Canto e o alpendorar da batalha da Salga em evento de extraordinária heroicidade.

## Biografia
Perdeu o pai aos 5 meses de idade. Em consequência viu-se forçado a ingressar cedo no mundo do trabalho, empregando-se imediatamente após a conclusão dos estudos primários. Foi assim essencialmente um autodidata, desenvolvendo desde cedo, e sem frequentar qualquer escola, uma escrita cuidada e erudita e um notável acervo de conhecimentos sobre a historiografia local. 
Residiu até 1914 na então vila da Praia da Vitória, ali fundando e dirigindo os periódicos o Cartão (1903), A Primavera (1905), e O Imparcial (1907-1913). Com a publicação destes jornais e com o início da sua produção escrita, foi ganhando notoriedade no meio intelectual da ilha, o que lhe valeu ser contratado para o lugar de ajudante de bibliotecário na Biblioteca Municipal de Angra. 
Em consequência, fixou-se em Angra do Heroísmo e iniciou uma carreira de 31 anos de trabalho como bibliotecário adjunto (até 1917) e depois como bibliotecário (de 1917 a 1945), o que lhe permitiu acesso permanente aos arquivos municipais e às obras existentes na Biblioteca Municipal. Naquela biblioteca procedeu à catalogação e ao estudo das mais de 3 000 obras de temática açoriana oferecidas por Mendo Bem, um fundo que serviu de inspiração à sua obra posterior.
Mantendo a sua atividade de publicista, em Angra do Heroísmo, dirigiu os periódicos O Democrata (1914-1920), o ABC (1920) e Cantos & Contos (1935), o que não o coibiu de colaborar noutros periódicos angrenses e de outras localidades. Na sua ação como publicista, utilizou, entre outros, os pseudónimos João Azul, João das Ilhas, João do Outeiro e Tomé da Eira.
Na década de 1920, com o objetivo de facilitar a impressão dos seus periódicos, adquiriu a Tipografia Insulana Editora, sendo contudo obrigado a vendê-la pouco depois.
Paralelamente estabeleceu uma vasta rede de contactos com academias e instituições científicas diversas, o que o levou a ser sócio correspondente da Real Academia Hispano Americana de Ciencias, Artes y Letras de Cádiz e da Real Academia Sevillana de Buenas Letras, e sócio da Sociedade de Geografia de Lisboa e da Sociedade de Geografia de Paris (Société de géographie de Paris), de Sociedade de Geografia Genève e da Sociedade Geográfica Italiana (Società Geografica Italiana). Foi também sócio do Instituto Histórico do Minho, do Instituto de Coimbra e do Instituto Geográfico e Histórico da Bahia. Quando se iniciou o movimento intelectual que pretendia criar academias nas cidades açorianas, foi sócio efetivo fundador do Instituto Histórico da Ilha Terceira.
Provavelmente ligado à Maçonaria, foi próximo do Partido Republicano Português, embora seja patente em alguns dos seus escritos laivos de nacionalismo, que, embora romântico e aparentemente inocente, foi precursor da imagem que a propaganda do Estado Novo cultivaria da história açoriana. Ainda assim, apoiou publicamente a Revolta das Ilhas, de abril de 1931, tendo sido por isso punido com 60 dias de suspensão.
Para além da sua atividade como publicista, também se empenhou na divulgação de factos e personagens ligados à história da ilha Terceira, organizando eventos comemorativos de acontecimentos históricos, jogos florais e homenagens a terceirenses ilustres. Interessado pela etnografia e pelo folclore, recolheu e publicou textos de cantadores populares e de contos e tradições orais da ilha.
Contudo, foi no campo da historiografia, não como investigador preocupado com o rigor científico, mas como escritor romântico, que deu largas ao seu patriotismo e amor à ‘’Pátria Açoriana’’, divulgando junto das camadas populares os heróis terceirenses, transformando-os em verdadeiros mitos populares. A sua obra, pela divulgação que teve, foi fundamental para a construção de uma memória histórica terceirense e açoriana. 
O seu prestígio era tal que lhe foram prestadas homenagens públicas pelas Câmaras Municipais de Angra do Heroísmo (1928) e da Praia da Vitória (1934), que incluíram a colocação de placas comemorativas nas casas em que viveu em ambas as localidades. Também a Junta Geral do Distrito Autónomo de Angra do Heroísmo o homenageou em 1934. A 5 de outubro de 1935, foi agraciado com o grau de Cavaleiro da Ordem Militar de Sant'Iago da Espada.
Homem generoso, doou parte do produto da venda de algumas das suas publicações para fins de caridade. Viu-se obrigado a pedir em finais da década de 1930 uma pensão ao Estado pois os rendimentos que auferia não eram suficientes para o sustentar e a ele e à sua mãe.
Faleceu pobre, a 24 de fevereiro de 1945, sendo sepultado no Cemitério da Conceição, de Angra do Heroísmo. Sobre a sua campa a Câmara Municipal mandou colocar uma lápide de mármore.
As cidades de Angra do Heroísmo e Praia da Vitória recordam Gervásio Lima na sua toponímia. A sua obra mais conhecida é Breviário Açoreano (1934), obra que surgiu na sequência da publicação por César Anjo da obra Diário da Pátria.
Por proposta de condecoração datada de 3 de junho de 1935, que foi aprovada, foi-lhe atribuído o grau de cavaleiro da Ordem Militar de Santiago da Espada, por decreto de concessão de 5 de outubro de 1935, publicado no Diário do Governo, n.º 9, de 9 de dezembro de 1935.

## Principais obras publicadas
Para além de uma vasta obra dispersa por periódicos açorianos e de outras regiões lusófonas, publicou cerca de 30 obras, quase todas de divulgação histórica, as mais importantes das quais são:
- "História da índia em 600 palavras". Em «A União» de Angra, n.º 1 322, de 20 de maio de 1898.
- Discurso sôbre a Batalha de 11 de Agosto de 1829, na baía da Vila da Praia. Évora, 1898.
- Saudades. Contos íntimos. Angra do Heroísmo, 1901.
- Um goivo sôbre a campa do Paiva. Angra do Heroísmo, 1901.
- "História de Portugal em 1.000 palavras. Homenagem a Suas Majestades". Em «A Geração Nova», da Praia da Vitória, julho de 1901.
- O Terra. Cantadores populares. Angra do Heroísmo, 1916.
- Os Órfãos da Guerra. Poesia. Angra do Heroísmo, 1917.
- Fôlhas d'Outono (6 n.os). Canções e baladas. Angra do Heroísmo, 1917.
- O Primeiro de Maio. Angra do Heroísmo, 1918,
- Esboço histórico da ilha Terceira. Angra do Heroísmo, Tip. Andrade, 1924.
- Figuras do Século 16.°. Tip. Insulana Editora, Angra do Heroísmo, 1925.
- Paulo da Gama. Angra do Heroísmo, 1925.
- A Batalha da Salga. Angra do Heroísmo, 1925.
- Fôlhas caídas. Prosa e verso. Angra do Heroísmo, 1926.
- Frei Gonçalo Velho. Angra do Heroísmo, 1926.
- A Flor da Caridade. Poesia. Angra do Heroísmo, 1626
- O Funeral dum Grumete. Verso popular, publicado com o pseudónimo de João Azul. Angra do Heroísmo, 1926.
- A Festa da Salga. Verso popular, com o pseudónimo de João Azul. Angra do Heroísmo, 1926.
- E o avião! Virá ou não? Verso popular, com o pseudónimo de João Azul. Angra do Heroísmo, 1926.
- As Festas de São João. Angra do Heroísmo, 1926.
- A Ilha dos Amores. Angra do Heroísmo, Tip. Insulana Editora, 1926.
- Merenda das Freiras. Um acto em verso. Angra do Heroísmo, 1927.
- A Pátria Açoreana. Angra do Heroísmo, Tip. Editora Açoreana, 1928.
- Pela Pátria, pela Independência, pela Liberdade. Conferência. Angra do Heroísmo, 1929.
- A Vila da Praia há 300 anos. O Capitão Francisco de Ornelas. Angra do Heroísmo, Livraria Editora Andrade, 1929.
- O Veterano da Liberdade. Um acto em verso. Angra do Heroísmo, 1929.
- Poetas e Cantadores. Angra do Heroísmo, Livraria Editora Andrade, 1931.
- Festas do Espírito Santo. Angra do Heroísmo, 1932.
- Terceira a Ilha de Jesus. Angra do Heroísmo, Livraria Editora Andrade, 1932.
- Carta ao Senhor Presidente da República. Angra do Heroísmo, 1932.
- Carta ao Congresso de História em Córdova. (Argentina). Angra do Heroísmo, 1933.
- Serões Açoreanos. (Notas históricas). Angra do Heroísmo, Livraria Editora Andrade, 1933.
- A Fugida para o Egipto. (Conto do Natal, em verso). Angra do Heroísmo, 1934.
- Breviário Açoreano. Angra do Heroísmo, Tip. Editora Andrade, 1934.
- Cantadores. Angra do Heroísmo, Tip. Insular, 1935.
- Torneio açoreano (literário e artístico) (2 volumes). Tip. Editora Açoreana, Angra do Heroísmo, 1937.
- A Lenda do Bom Ladrão. Verso. Angra do Heroísmo, 1937.
- Deixem passar a Caridade. Verso. Angra do Heroísmo, 1937.
- Cantorias. Angra do Heroísmo, Tip. Editora Açoriana, 1938.
- A Turlú na Califórnia. Angra do Heroísmo, Tip. Editora Açoriana, 1938.
- A Ilha de Jesus no Coração dos Açores. Angra do Heroísmo, 1938.
- Raids na Terceira. História em verso popular, das freguesias da Vila Nova, Serrêta, Lages, Pôrto Judeu, São Sebastião, Biscoitos. Com o pseudónimo de Tomé da Eira. Angra do Heroísmo, 1939.
- História dos Açores em 1 000 palavras. Angra do Heroísmo, 1944.
- Noventa milhas num barco de papel. Angra do Heroísmo, 1944.
- História da Ilha Terceira em 1 000 palavras. Angra do Heroísmo, 1944.

Fundou e dirigiu, na Praia da Vitória, os jornais «A Geração Nova», «A Primavera», «O Cartão», «O Imparcial», e em Angra, «O Democrata» e o «A B C».